# Armington
Armington – wieś w Stanach Zjednoczonych, w stanie Illinois, w hrabstwie Tazewell.